# Espira (eletromagnetismo)

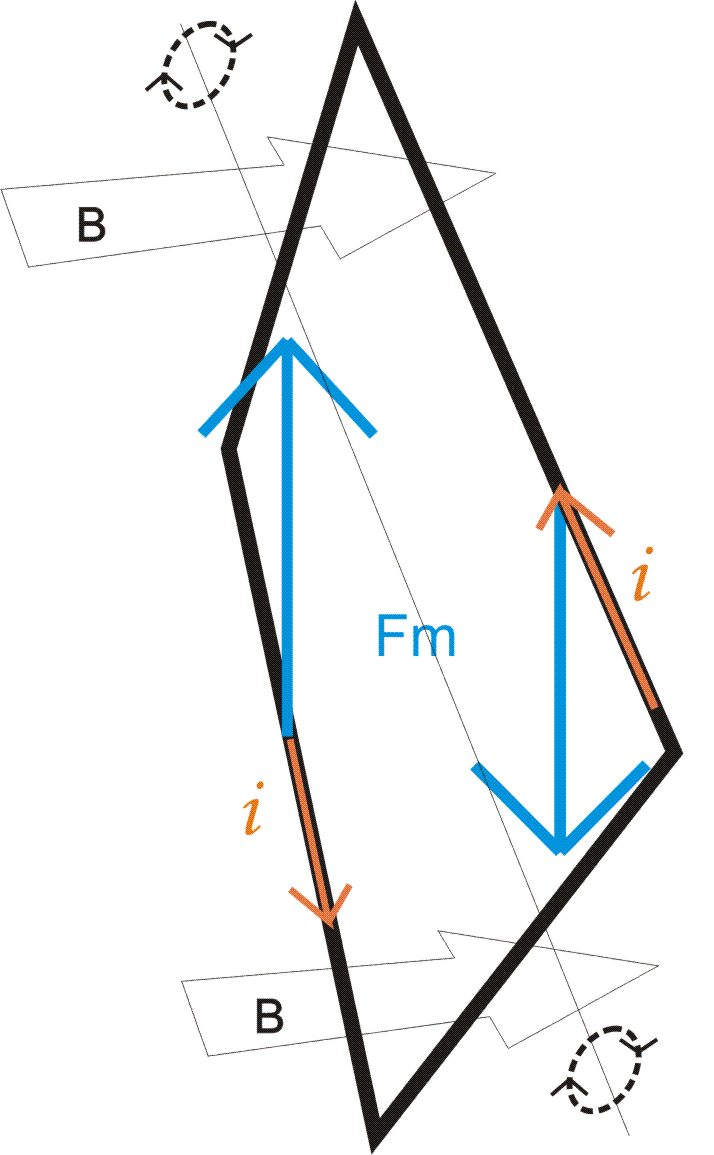
Força magnética causando rotação na espira.

Uma espira é um tipo de circuito elétrico que possui diversas funções voltadas, principalmente, à produção de campo magnético, eletricidade e energia mecânica. É componente dos geradores de energia elétrica, assim como dos motores elétricos, dos transformadores, indutores e de vários outros dispositivos.

## Utilização

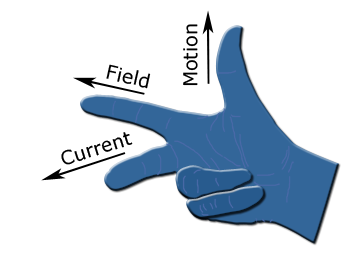
Regra da mão direita.

### Motor
Quando um espira é submetida a uma corrente elétrica e a um fluxo magnético, ocorre a ação de forças magnéticas sobre ela. Esse dois fatores provocam o deslocamento das laterais da espira no sentido de afastamento do eixo. Essa força atua durante meio ciclo e seu sentido é invertido após a inversão da corrente, com o auxílio do comutador. O fenômeno, que pode ser melhor compreendido com a Regra da mão direita, causa a rotação da espira e transformação de energia elétrica em mecânica.

### Gerador

Em azul e vermelho, representação de espiras componentes de um transformador atenuador.

Em geradores, é necessário que o sistema acima seja submetido a uma força externa que gira a espira e provoca criação de corrente alternada. Dessa forma, a energia mecânica é transformada em elétrica.

### Solenoide
Múltiplas espiras fixas alinhadas formam um solenoide. A disposição dessas espiras gera um campo magnético mais intenso.

### Transformador
Os transformadores trabalham com corrente alternada e recebem esse nome por transformar a voltagem ou a corrente que ultrapassa o aparelho. Resumidamente, o transformador é constituído por duas bobinas, a primária e a secundária, que são responsáveis pelas variações na corrente. A variação do número de espiras entre as duas bobinas é diretamente proporcional à variação da voltagem e inversamente proporcional à variação da intensidade da corrente. Se o secundário tiver mais espiras que o primário, o transformador é "elevador"; se tiver menos, o transformador é "atenuador"

## Lei de Lenz

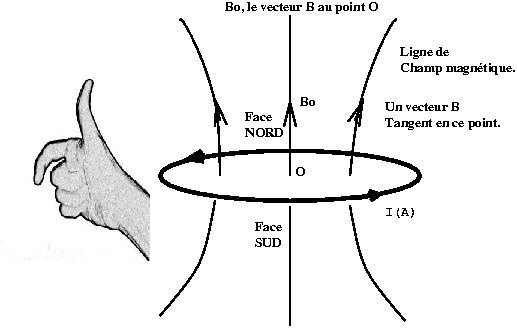
Nesse caso, havendo aumento do campo de sentido norte, a corrente é criada em sentido horário, que gera um campo no sentido sul.

Heinrich Lenz estudou o sentido da corrente elétrica induzida em espiras sob determinadas condições, em que ficou definido que a corrente tende a se opor à variação do fluxo magnético, criando um campo em sentido contrário.